# Country Songs for City Folks
Country Songs for City Folks è il quinto album in studio del pianista e cantante statunitense Jerry Lee Lewis, è stato pubblicato nel 1965.
L’album è stato registrato in un periodo di insuccesso commerciale e di critica nella carriera di Lewis, periodo che terminerà quando pubblicherà l’album di successo Another Place, Another Time nel 1968.
Nell’album è presente Green Green Grass of Home, brano che sarà poi oggetto di una cover di Tom Jones nel 1967 che scalerà le classifiche di tutto il mondo.
Lo stesso Tom Jones si è detto più volte fan dell’album e di Jerry Lee Lewis, tant’è che è proprio dopo l’ascolto di questo che ha deciso di registrare la traccia.

## Tracce
1. Green Green Grass Of Home - 02:43
2. Wolverton Mountain - 02:59
3. Funny How Time Slips Away - 02:58
4. North To Alaska (con Linda Gail Lewis) - 02:01
5. The Wild Side Of Life - 03:12
6. Walk Right In - 02:09
7. City Lights - 02:28
8. Ring Of Fire - 02:17
9. Detroit City - 02:47
10. Crazy Arms (versione del 1964) - 02:31
11. King Of The Road - 02:16
12. Seasons Of My Heart - 04:00